# Leo Nimsick
Leo Thomas Nimsick (26 janvier 1908-8 février 1999) est un homme politique canadien de la Colombie-Britannique. Il est député provincial néo-démocrate de la circonscription britanno-colombienne de Cranbrook de 1949 à 1966 et de Kootenay de 1966 à 1975.
Il est ministre dans le cabinet du premier ministre Dave Barrett aux postes de ministre des Mines et des Ressources pétrolière de septembre 1972 à octobre 1975 et ministre de l'Industrie touristique d'octobre à décembre 1975.

## Biographie
Né à Rossland en Colombie-Britannique, Nimsick travaille sur une ferme laitière et comme mineur pour Cominco pendant 40 ans, jusqu'à sa retraite en 1968. Il entame un carrière politique en servant comme conseiller municipal à Rossland.
Il se présente lors de la course à la direction du CCF en 1956, mais termine deuxième derrière Robert Strachan.
Nimsick meurt à Cranbrook en février 1999 à l'âge de 91 ans.